# Roger Ilegems
Roger Ilegems, född den 13 december 1962 i Niel, Antwerpen, är en belgisk tävlingscyklist som tog OS-guld i poängloppet vid olympiska sommarspelen 1984 i Los Angeles. 